# 토착주의
토착주의 또는 토착민주의(영어: nativism)는 태생적으로 그 지역의 국적을 가진 토착민의 권리를 옹호하는 사상이다. 이 사상은 이민자들의 유입을 반대하며, 그들의 이익을 억제하는 정책을 옹호한다.  미국에는 주로 공화당이 이런 형태의 정책을 추구한다. 때로는 '애국주의자(patriots)'라는 용어를 사용한다.

## 반이민 정서의 원인
토착주의를 갖는 자들이 이민자의 유입을 반대하는 이유는 주로, 문화적인 침입에 의해 그들이 가진 본래 고유의 문화를 훼손할 것이라는 선입관이 있기 때문이다.  1844년에 일어났던 필라델피아 폭동에서는 아일랜드 가톨릭의 유입이 늘어나자, 가톨릭 교회를 불태우는 일이 발생하였다. 
미국에서는 1900년도 이후 유럽에서 아일랜드, 헝가리, 이탈리아인들의 대거 유입이 있은 뒤로, 반로마가톨릭 정서가 생겨서, 이민자는 로마가톨릭인이라는 편견이 생기게 되었다.  실제로, 로마 가톨릭교도인 존 F. 케네디가 대통령이 되었을 때는 많은 논란이 있었다.
또한 미국의 이민정책에서 남미국가들이 미국으로 오는 것은 격렬하게 반대하는 데, 미국의 문화가 그들보다 더 선진화되어 있다는 생각이 그들의 이민을 반대하는 것이다.  이와는 대조적으로, 유럽에서 오는 이민자들에게는 반대가 적은 데, 그것은 유럽의 문화가 미국의 문화와 상대적으로 비슷하거나 더 높다고 여기기 때문이다.
- 경제적인 이유:  이민자들이 유입시 토착인들이 가져야 할 피고용권리를 빼앗고, 고용시, 잉여고용으로 임금의 하향화를 부추기는 결과를 가져온다. 이민자들은 세금을 내지 않으면서, 세금을 내는 자들이 받는 혜택을 받는 경우가 생긴다.  이민자들은 복지제도의 수혜대상이 되기 훨씬 쉽다. 이민자가 공실율을 줄이게 되어 임대료가 비싸지는 결과를 가져온다.
- 문화적인 이유:  이민자들은 그들만 고립적으로 살기 때문에 언어를 배우지 않게 된다.  만일 이민자들의 인구가 토착인들의 인구보다 많아질 경우, 기존의 문화를 대체할 수 있다.
- 환경적인 이유:  이민자들이 제한된 자원을 소비하는 증가를 높인다.  인구가 지나치게 높은 결과를 가져온다.

## 같이 보기
- 극우
- 부미푸트라
- 비인간화
- 민족주의
- 민족중심주의
- 미국 이민의 역사
- 정체성 정치
- 이슬람 공포증
- 내셔널리즘
- 국민보수주의
- 인종 차별
- 제노포비아
- 반유대주의